# Roderick Lampe
Roderick Lampe (10 luglio 1985) è un calciatore olandese, attaccante del Deportivo Nacional.

## Carriera

### Club
Gioca nel Deportivo Nacional dal 2006.

### Nazionale
Conta una presenza nella Nazionale di Aruba, ottenuta nel 2004.